# Walli Paula Luise von Luxburg
Walli Paula Luise, condesa de Luxburg, princesa de Carolath-Beuthen y princesa de Schoenaich-Carolath (apellido de soltera Hasse), (en alemán: Walli Paula Luise Gräfin von Luxburg, Fürstin zu Carolath-Beuthen und Prinzessin von Schoenaich-Carolath (geb. Hasse) (Berlín, 5 de julio de 1921-28 de abril de 2009) fue una filántropa germano-venezolana, conocida también como «El Ángel de Trujillo» por sus actividades humanitarias en Venezuela.

## Vida y obra

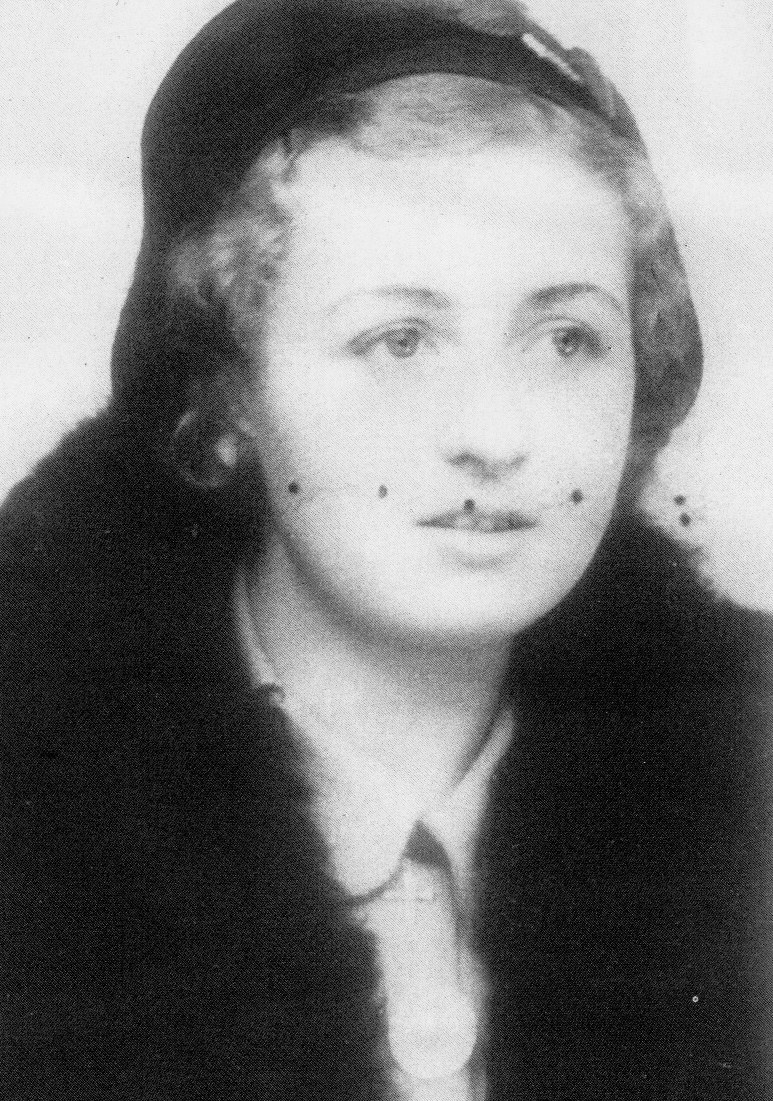
Walli Paula Luise Hasse (1941)

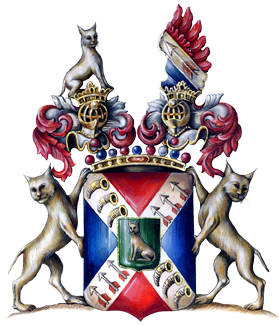
Escudo de Armas de los Condes de Luxburg

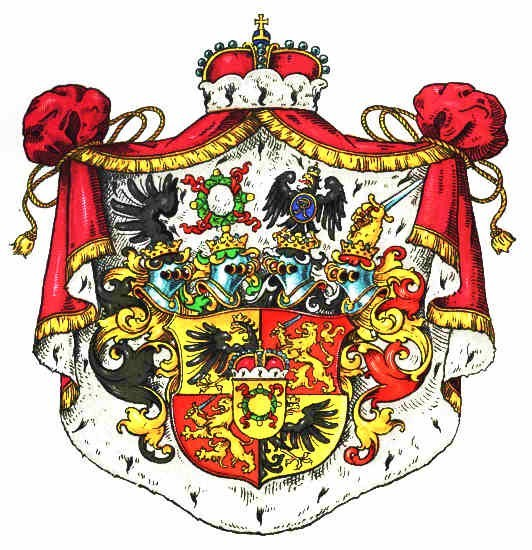
Escudo de Armas Príncipes Schoenaich-Carolath Beuthen; Beuthen (Bytom), celebrada por la familia condal von Donnersmarck Henckel. Beuthen an der Oder (Bytom Odrzanski) parte de la familia de Schoenaich-Carolath.
En 1697 el emperador Leopoldo I de Habsburgo estableció dos países más con títulos de Estados independientes: Todos los países estatales de Silesia de jure existían incluso después de la anexión por Prusia en 1742 hasta el final de la Primera Guerra Mundial, cuando la Constitución de Weimar de 1919 abolió todos los privilegios nobles.

Walli Paula Luise Hasse era la hija de un economista de Prusia que emigró a Venezuela, Walter Karl Gustav Hasse (1885-1971), y de su esposa, Paula Wilhelmine Draber (1886-1973). Asistió al seminario de maestros en Berlín en 1939 y regresó con sus padres a Maracaibo. Walli Paula Luise Hasse fue testigo del comienzo de la Segunda Guerra Mundial en Maracaibo y se ofreció como voluntaria en la Cruz Roja Venezolana.

## Segunda Guerra Mundial
En 1943, Walli Paula Luise Hasse viajó como voluntaria de la Cruz Roja a Trujillo y Barquisimeto Venezuela para establecerse allí para poder ayudar a los Alemanes detenidos por el gobierno Venezolano el cual estaba dividido por los conflictos de las cinco colonias en el país durante la Segunda Guerra Mundial, durante la primera visita con su ayudante Mercedes Claire d'Andrimont encontraron condiciones infrahumanas en las barracas. Consecuencia de estas condiciones de hacinamiento, las enfermedades predominantes fueron la malaria leñera, el tifus por estos motivos había escasez de camas, mantas, agua y servicio de lavandería. Tifoidea, el hambre o la diarrea resultaron en una tasa de mortalidad de hasta el 25%. Hasse y d'Andrimont convocaron con éxito a las autoridades venezolanas para dar un mejor cuidado a los internos y la ayuda organizada por la Cruz Roja de Alemana, Suiza y Austria. Las medidas tuvieron éxito: En los campos de Trujillo la mortalidad disminuyó con el tiempo hasta el 3%.

## Tiempos de paz
Después de la guerra trabajó como maestra en Lagunillas (Venezuela) y Ciudad Ojeda. A partir de los años 50 ayudó con el sanatorio alemán en Maracaibo, Estado Zulia, a los repatriados Alemanes en Venezuela, los hijos de los internos fallecidos y los prisioneros de guerra que emigraban de Europa a Venezuela. Trabajo desde su casa en el municipio Bolívar distrito Maracaibero, donde fundó una casa-hogar para niños huérfanos; El exembajador alemán Karl-Ludwig Conde de Luxburg, príncipe de Carolath-Beuthen y de Schoenaich-Carolath, fue su gran apoyo en el desarrollo y mantenimiento de la casa-hogar.La devoción a la Virgen de Chiquinquirá presente en las raíces de los ciudadanos Marabimos de todas las edades, le llegó al corazón cuando presenció un milagro atribuido a la Virgen Chiquinquira, gracias a esto nombró a la Virgen Chiquinquira patrona de la casa hogar de los niños niños huérfanos la cual ella dirigía. En 1960 llevó a cabo una corta gira de varios meses de conferencia en Alemania en la cual se reúnen 80.000 DM para construir otras casa-hogar de niños huérfanos en Venezuela. En el mismo año se casó en Maracaibo Estado Zulia, con el corresponsal y sobrino-nieto de Karl-Ludwig, Jörg Otto Erich, conde de Luxburg, príncipe de Carolath-Beuthen y príncipe de Schoenaich-Carolath. El 17 de agosto de 1963, en Alemania nació su primer hijo, Friedrich Ulrich Maximilian Johann Conde de Luxburg, que heredó los títulos de su padre. Tuvo tres hijos varones y una hija. En 1972 fue seguido a conferencias por Europa y luego en 1998 regresó por razones de salud a Alemania. En 2004, su hijo creó, entre otras, La Fundación de los Condes de Luxburg en Venezuela y Panamá para continuar el trabajo humanitario de su madre. Walli Paula Luise Hasse murió en Berlín en 2009, por causas de una insuficiencia cardíaca. Su lugar de descanso final es en el cementerio de Berlín.

## Literatura
- Rudolf Grossmann: El Ángel de Trujillo (La vida de Walli Paula Luise Hasse)